# Flexitarisme
Flexitarisme, of demitarisme is een semi-vegetarisch voedingspatroon waarbij men één of meerdere dagen per week geen vlees eet.

## Definities
Er worden uiteenlopende definities van flexitarisme gehanteerd. Volgens Natuur & Milieu eet een flexitarier minimaal één dag per week geen vlees, vis of vleeswaren. I&O Research noemt mensen flexitariër wanneer ze een of meerdere dagen per week geen vlees eten. Het Voedingscentrum stelt dat flexitariërs drie of meer dagen per week geen vlees (maar wel vis) eten tussendoor of bij de warme maaltijd. Ook het planetair gezondheidsdieet is een flexitarisch dieet.

## Ontwikkeling
In 2015 was volgens het Voedingscentrum 55% van de Nederlanders flexitariër. Volgens de Vegamonitor van Natuur & Milieu was in 2016 67% van de Nederlanders flexitariër. Volgens onderzoek van de Wageningen University & Research liep het aantal Nederlanders dat zichzelf flexitariër noemt op van 14% in 2011 naar 43% in 2019. Wel nam het aantal dagen dat zelfbenoemde flexitariërs vlees at toe over die periode van 2,9 dagen per week naar 3,7 dagen. De onderzoekers vermoedden dat dit voornamelijk komt door inflatie van dit begrip onder Nederlanders.
Volgens een onderzoek van LEI Wageningen UR daalde het aandeel Nederlanders dat dagelijks vlees eet tussen 2010 en 2012 van 26,7% naar 18,4%. Volgens een onderzoek van Motivaction begin juni 2012 is het minderen in de vleesconsumptie voor 35% van de Nederlanders een bewuste keuze. 14,8% procent van de bevolking at hooguit een à twee dagen per week vlees.
In Vlaanderen eet 1 op de 6 mensen anno 2013 één of meer dagen in de week geen vlees. Een kwart kiest minstens eens per maand voor een vleesloze dag.

## Varia
In 2003 koos de American Dialect Society het woord flexitarian als handigste woord van het jaar.